# 미시마 쇼헤이
미시마 쇼헤이(일본어: 三島 頌平, 1995년 11월 20일~)는 일본의 축구 선수이다.

## 구단 경력
그는 2018년 J2리그의 FC 기후에 입단했다. 2019년후 J3리그에 강등했다. 2021년까지 79경기에 출전. 2022년 J2리그의 로아소 구마모토로 이적했다.